# Ius soli
Ius soli (în trad. lat. „Jus soli”, "dreptul pământului", sau, cum se spunea inițial în limba română : dreptul pământean, cu referire la locul nașterii) este unul din cele două sisteme de acordare a cetățeniei, alături de ius sangvinis (în trad. "dreptul sângelui", sau, cum se spunea inițial în limba română : dreptul strămoșesc, cu referire la originea etnică a cetățenilor). Conform ius soli, cetățenia unui stat se dobândește automat prin nașterea pe teritoriul acelui stat. Pot fi impuse condiții cum ar fi ca cel puțin unul dintre părinți să aibă rezidență legală în statul respectiv, în cazul în care părinții sunt cunoscuți.
Acest sistem definește națiunea ca populația unui anumit teritoriu, indiferent de etnie, limbă sau religie.

## Istorie
Primele elemente ale lui ius soli apar în cadrul reformelor lui Clistene în Atena antică, prin care cetățeanul nu mai era legat de o familie (genos) conform dreptului strămoșesc ius sangvinis, prevalent până atunci, ci de un teritoriu (trittya). Dreptul pământean s-a răspândit în Imperiul Roman (care și el cunoștea inițial ius sangvinis), când cetățenia romană a fost acordată tuturor oamenilor liberi din imperiu, indiferent de originile, neamul și religia lor. Apoi a dispărut în Evul Mediu, care s-a revenit la arhaicul ius sangvinis. În secolul al XVIII-lea, Revoluția americană și Revoluția franceză răspândesc din nou principiile dreptului pământean. Acesta progresează în decursul secolului XIX, odată cu generalizarea statelor constituționale și cu intensificarea mișcărilor migratorii legate de industrializare. În secolul XX, din ce în ce mai multe state adoptă doze din ce în ce mai mari de drept pământean, dreptul internațional și Declarația Universală a Drepturilor Omului fiind de asemenea bazate pe principiile dreptului pământean : astfel, un Român este, pe acest plan, un cetățean al României, indiferent de originile, naționalitatea (etnia) și religia, sa (pe când conform dreptului strămoșesc, un Român ar fi numai o persoană de naționalitate/etnie română, indiferent de cetățenia sa).
În cartea sa Collapse, geograful american Jared Diamond a calculat că dacă aplicarea dreptului pământean de la 1850 încoace ar fi anulată, și dacă dreptul strămoșesc ar fi adoptat integral de toate statele, 60 % dintre Americani, 80 % dintre Argentinieni, 25 % dintre Britanici și-ar pierde cetățenia.

## Implicații politice
Controversa între partizanii ius soli și cei ai ius sangvinis izvorăște din concepții politice și filozofice diferite:
- Umanism și
- Determinismul naturalist.

Montesquieu a ilustrat astfel determinismul naturalist în lucrarea sa Spiritul Legilor (1748): Dreptul pământean este o aberație care consistă în credința că un mânz născut printre vaci este un vițel. Oamenii de origini diferite sunt, în această concepție, văzuți ca niște specii biologice diferite: ineluctabil străini unii de alții și inasimilabili. În aceste condiții, ocrotirea identității naționale a fiecărei țări nu poate fi asigurată decât prin legi inspirate din ius sangvinis. 
Umanismul, care stă la baza dreptului pământean ius soli, pornește din premisa inversă, conform definiției enunțate de revoluționarii americani Patrick Henry, Benjamin Franklin și George Washington în 1775 la Philadelphia : Ius soli este demnitatea dată oricărui bărbat care trăiește, muncește și plătește taxe în coloniile noastre, de a fi acceptat ca un cetățean de plin drept, având dreptul de a își exprima părerea și de a participa la toate deciziile ce-l privesc, oricare ar fi originile, credința sau avuția sa (de notat totuși că această declarație excludea femeile, săracii care nu plăteau taxe, sclavii și indienii). Oamenii de origini diferite sunt, în această concepție, văzuți ca fiind membrii unei unice comunități, fundamental liberi, egali în drepturi și de o seamă. În aceste condiții, făurirea identității naționale a fiecărei țări se obține treptat prin educație, prin multi-culturalitate și prin asimilare (faimosul melting-pot american). În țări ca Statele Unite, ius soli asigură capacitatea națiunii de a integra feluriți imigranți, cu mai puțină vâlvă socială și dificultăți decât alte țări. În Statele Unite, nu numai că ius soli este declarat formal în al 14-lea amendament al constituției Statelor Unite, dar autoritățile juridice recunosc că ideea a fost integrată în însăși concepția constituției țării. Mai anevoios a fost procesul de integrare al băștinașilor Amerindieni și al imigranților involuntari, anume negrii Afro-americani, care au trebuit să ducă lupte crâncene pentru a obține egalitatea în drept (pe vremea președintelui Lyndon Johnson).

## Introduceri sau limitări ale dreptului pământean
În decursul istoriei, multe țări care nu cunoșteau decât dreptul strămoșesc au trecut, treptat, parțial sau integral, la dreptul pământean. Un exemplu recent :
- Germania la 1 ianuarie 2000 a introdus un concept modificat al dreptului pământean. Înainte de această dată, dreptul german era în întregime ius sangvinis.

Copiilor diplomaților străini nu le este, de obicei, acordată naționalitatea țării în care sunt născuți, nici chiar în țările care practică dreptul pământean.
În numeroase țări care au adoptat dreptul pământean, aplicarea automată a acestuia a fost limitată de unele condiții privind copiii cu părinții străini, cum ar fi ca unul din părinți să fie rezident permanent sau să fi trăit în acea țară o perioadă minimum de timp. Dreptul pământean a fost modificat în acest sens în următoarele țări:
- Marea Britanie la 1 ianuarie 1983
- Australia la 20 august 1986
- Irlanda la 1 ianuarie 2005
- Noua Zeelandă la 1 ianuarie 2006
- Franța în mai multe rânduri

Modificarea dreptului pământean a fost criticată în aceste țări deoarece agravează problema globală a apatrizilor , și problemele sociale, prin crearea unor subclase sociale fără drepturi, ca de exemplu în Australia, unde copiii născuți din părinți străini trebuie să aștepte 10 ani înainte de a fi considerați egali în fața legii cu ceilalți.

## Situații intermediare întreDreptul pământeanșiDreptul strămoșesc
Diferite țări acordă dreptul pământean copiilor, în condițiile când :
- cel puțin unul din părinți este cetățean al statului în cauză, înainte de nașterea copilului ;
- părinții, străini fiind, locuiesc legal și permanent pe teritoriul statului la nașterea copilului ;
- copilul este abandonat și găsit pe teritoriul statului respectiv.

Scopul principal al acestor dispoziții este limitarea sau prevenirea imigrației părinților în speranța obținerii cetățeniei statului respectiv pentru copilul lor.

## Specificități ale legislațiilor naționale
Dreptul pământean este răspândit mai ales în țările industrializate, ce doresc să-și mărească numărul de cetățeni, precum și în țările din emisfera vestică, care caută să-și mărească numărul populației în condițiile în care aceasta descrește, sau crește insuficient. Acest lucru se regăsește și în unele state în curs de dezvoltare, în special în Pakistan. 
Statele care practică dreptul pământean sunt :
- Antigua și Barbuda
- Argentina
- Barbados
- Belize
- Bolivia
- Brazilia
- Canada
- Chile[6] (copiii străinilor în tranziție sau ai diplomaților străini doar prin cerere)
- Columbia
- Dominica
- Republica Dominicană
- Ecuador
- El Salvador
- Fiji[7]
- Grenada
- Guatemala
- Guyana
- Honduras
- Jamaica
- Lesotho[8]
- Mexic
- Nicaragua
- Pakistan
- Panama
- Paraguay
- Peru
- România
- Saint Kitts și Nevis
- Saint Lucia
- Saint Vincent și Grenadines
- Trinidad și Tobago
- Statele Unite ale Americii
- Uruguay
- Venezuela

## Renunțări la dreptul pământean
Unele țări care adoptaseră la un moment dat dreptul pământean, au hotărât să-l respingă complet, oferind cetățenia doar copiilor născuți în acea țară cu condiția ca măcar unul din părinți să fie cetățean al țării. Exemple:
- India la 1 iulie 1987
- Malta la 1 august 1989.

## Implicații în România și țările vecine
Cercetătorii din științele umane nu confundă Dreptul pământean (jus soli care definește națiunile politice) cu Dreptul strămoșesc (jus sanguinis care definește comunitățile istorico-lingvistice), și folosesc substantive comune :
- cu minusculă pentru a desemna națiunile politice (cetățeniile : români, elvețieni, moldoveni...),
- cu minusculă și cu sufixul -foni (românofoni, anglofoni, italofoni...) pentru a desemna comunitățile istorico-lingvistice,

...folosirea substantivelor proprii (Scoțieni, Corsicani, Moldoveni, Lipoveni, Găgăuzi, Romi...) fiind rezervată comunităților istorico-etnice care nu constituie nici un ansamblu lingvistic în sine, nici o națiune politică, ci sunt definite prin o istorie comună sau o apartenență geografică anume.
Astfel, deosebind Dreptul pământean de Dreptul strămoșesc, cercetătorii din științele umane pot spune că există 22,5 milioane de români (cetățeni ai României, nu toți românofoni) și aproximativ 23 milioane de românofoni (vorbitori ai limbii române, nu toți cetățeni români), iar când vorbesc de Ardeleni, Moldoveni sau Munteni, sau de Daco-Români, se referă la o apartenență geografică și istorică comună.
Amestecând intențional Dreptul pământean cu Dreptul strămoșesc, regimul comunist a legat (dar nu peste tot) definirea minorităților de apartenența politică. Astfel, în R.S.F.Iugoslavia și în R.P.Bulgaria s-a folosit cuvântul vlah nu numai pentru Istro-români, Aromâni sau Megleno-români, ci și pentru a deosebi Daco-românii de acolo (în Banatul sârbesc și de-a lungul Dunării) de cei din România. Această strategie este denumită vlahism. Sub denumirea de moldovenism, este folosită și în Basarabia și Transnistria, unde se folosește cuvântul Moldoveni pentru a-i deosebi pe românofonii de acolo, de cei din România (fără să existe vreun acord dacă Moldovenii dintre Carpați și Prut sunt "deosebiți" de ceilalți români, sau sunt "români deosebiți de moldovenii din Republica Moldova"). Naționalismul șovin și antiromânesc din aceste țări, folosește faptul că vorbitorii limbii daco-române dinafara României nu aparțin națiunii politice române (adică nu posedă cetățenia română) pentru a implementa ideea (atât la oamenii locului, cât și în opinia internațională) că nu ar aparține nici neamului (etniei și sferei culturale și istorice) românesc, mergându-se până la negarea faptului că au aceleași origini și că vorbesc aceeași limbă..